# Tequila (película)
Tequila es una película mexicana de 2011 dirigida por Sergio Sánchez Suárez. La película se estrenó mundialmente en noviembre de 2010, en el Oaxaca FilmFest.
El proyecto de Tequila comienza en el año 2005 con la escritura del guion que llevara el mismo nombre, escrito por Sergio Sánchez, Elí García y Andrónico González. Terminando un primer tratamiento, en los últimos meses del año, los Productores Dankmar García y Daniela Uriza, adquieren los derechos del guion para su realización cinematográfica.

## Trama
Tequila es una tierra llena de espinas que parece proteger un secreto. En este lugar donde el honor lo es todo, Antonio (joven hacendado), respetado por todo el pueblo, tiene un romance con Lola, la mujer de su tío, el héroe del pueblo.
Un día que Vicente sale de su casa, Antonio se escabulle para pasar la noche con Lola. COn el canto del gallo, Antonio intenta irse, pero es sorprendido por Vicente y los trabajadores que regresan antes de lo esperado. Antonio logra huir disfrazado como ladrón. Los peones abren fuego sobre el y al defenderse comete un crimen imperdonable: arrolla a un anciano con su caballo.
Con Cada mentira, Antonio se va sumergiendo en un laberinto de sospechas, obsesión y celos que ponen en peligro todo lo que ama. Para proteger a Lola, tendría que vivir una mentira y olvidar su amor.
Vicente comienza a sospechar que quien se metió en la mañana, realmente fue a ver a su esposa, lo que lo hace ponerse cada vez más agresivo con ella. 
En un acto de desesperación, Antonio decide huir con Lola, sin importarle dejar su vida atrás con tal de saber que ella estará a salvo. Por temor de enfrentar a su tío, decide irse a escondidas, sin saber que la verdad es lo único que puede liberarlo...
... pero en Tequila, los traidores no ven otro amanecer.

## Inicios (2006-2007)
Se buscaba una nueva propuesta estética para el proyecto. Y habiendo trabajado varias veces en los últimos años en sistemas digitales, el equipo de ELITE STUDIOS (casa productora de la película) decide buscar nuevas tecnologías para la creación de la película. 
Deciden utilizar el sistema 2K de la compañía Silicon Imaging, que en el 2006 aún se encontraba en una fase de pruebas. Convirtiéndose así ELITE STUDIOS, una de las primeras compañías en probar dicho sistema. Las cámaras SI-2K aun eran prototipos y las primeras pruebas de cámara se hicieron con dichos prototipos. 
Paralelamente a la investigación tecnológica y las reescrituras del guion (que ya iba en su quinto tratamiento), después de un año de buscar inversionistas para el proyecto, se comenzó la primera preproducción en agosto del 2006. Todas las cabezas de departamento se mudaron a Guadalajara para comenzar sus trabajos ya en campo y preparar todo lo necesario para el rodaje. 
Dicha preproducción se vio truncada por un fraude electrónico que sufrió el proyecto 2 meses antes de que diera inicio el rodaje, el cual estaba planeado para el 15 de noviembre. 
El proyecto se pospuso, y sin tener una fecha definida para comenzar nuevamente el rodaje, se iniciaron los trámites correspondientes frente a las autoridades para darle seguimiento legal al problema por el que atravesaba el proyecto.
La producción trató de encontrar otros inversionistas y mantener al equipo de la película trabajando sin saber a ciencia cierta cuando comenzaría de nuevo el rodaje. 
El proyecto, dirigido por Sergio Sánchez, contaba con el apoyo de todo el personal principal, que ya se encontraba viviendo en la ciudad de Guadalajara. Todos se quedaron trabajando sin tener una fecha fija para comenzar el proyecto de nuevo, trabajando todos con los mínimos recursos y nunca dejando que se parara la investigación y el esfuerzo. 
Entre ellos el Director de Fotografía Andrónico González; el guionista Elí García; el Diseñador de Producción Alberto Guntz; el Director de Arte Rodrígo Sánchez; el Diseñador de Sets Alberich García; el Coordinador de Arte José "Chuy" Rodríguez; el Storyboardista José Luis Vásquez; el Director del Making Of Rogelio Medel.

## Preproducción
A finales del 2007 se aprueba la participación de Tequila Sauza a través de la ley del LISR, art. 226, dando esto pie a que se retome el proyecto. No fue hasta mayo de 2008 que se concretó dicha participación. En abril se une a ELITE STUDIOS la compañía OPEN WINDOW PRODUCCIONES, encabezada por los Productores Santiago García Galván y Angeles Morales Ordorica, brindándole al proyecto nuevas expectativas y fuerzas. 
El proyecto sufrió un cambio radical en su estructura y adquiere dimensiones mucho más grandes a las expectativas que se tenía inicialmente.
Se unen al proyecto Mariano Carranco como Line Producer y Hernesto Garabito como Gerente de Producción.

## Rodaje
El rodaje comenzó el día 19 de mayo, teniendo como locaciones principales los campos de agaves de Tequila y Amatitan, el pueblo de Tapalpa y la Ex Hacienda El Carmen. 
Fueron 7 semanas continuas de rodaje.

## Reparto
- Unax Ugalde como Antonio
- Daniela Schmidt como Lola
- Salvador Sánchez como Vicente
- Jimena Guerra como Milagros
- Angélica Aragón como Remedios
- John Guilbert como Adams
- Edward Furlong como Smith
- Jorge Zarate como Leoncio
- Rogelio Medel como Juán
- Carlos Pérez Cano como José
- Raúl Méndez como Luis
- Pedro Infante / Arnulfo Reyes como Marcial
- Luis Ferrer como Cura Pascual
- Heriberto del Castillo como Feliciano